# Doonbeg (fleuve)
Pour le village, voir Doonbeg.
Le Doonbeg est un fleuve côtier du comté de Clare, dans l'ouest de l'Irlande.

## Géographie
Le fleuve source près de Kilmaley et coule vers le sud sur environ 7 miles (11,2 km) avant de tourner vers le nord-ouest sur environ 15 miles (24 km) et de passer à Cooraclare avant de se jeter dans la mer à Doonbeg (le village éponyme).
Au village de Doonbeg, la route N67 enjambe la rivière par un pont de pierre à sept arches.

## Histoire
Le 20 septembre 1588, un des navires de l'Armada espagnole, le San Estaban, fait naufrage près de l'embouchure du Doonbeg. L'équipage entier trouve la mort.